# Coenina tergimacula
Coenina tergimacula är en fjärilsart som beskrevs av Louis Beethoven Prout 1916. Coenina tergimacula ingår i släktet Coenina och familjen mätare. Inga underarter finns listade i Catalogue of Life.